# Marjorie Merriweather Post
Marjorie Merriweather Post, (Springfield. Illinois, 15 de març de 1887 - Washington, 12 de setembre de 1973) va ser una empresaria, filantropa i hereva nord-americana, fundadora de General Foods. Durant gran part de la seva vida, Marjorie Post va ser coneguda com la dona més rica dels Estats Units.
També és coneguda per la seva mansió, Mar-a-Lago, a Palm Beach, Florida, que, després de la seva mort, ara es converteix en un complex turístic propietat del president electe dels Estats Units, Donald Trump.

## Biografia
Marjorie Merriweather Post va néixer a Springfield, Illinois  Era filla i filla única de Charles William Post i Ella Letitia Merriweather. Als 27 anys, quan el seu pare va morir, es va convertir en la propietària de la Postum Cereal Company, fundada el 1895 i que va créixer ràpidament. Més tard va ser la dona més rica d'Amèrica, quan la seva fortuna va arribar als 250 milions de dòlars.
El 1935 Post es va casar amb el seu tercer marit, Joseph E. Davies, un advocat de Washington, de qui es va divorciar el 1955. Entre 1937 i 1938 la parella va viure a la Unió Soviètica, on va ser el segon ambaixador dels EUA.

## Col·lecció d'art rus
Durant aquest període a Rússia, ella i el seu marit, tots dos col·leccionistes d'art, van comprar moltes obres d'art russes valuoses a les autoritats soviètiques. Durant la dècada de 1930, el govern soviètic dirigit per Joseph Stalin, que necessitava divises fortes per finançar la industrialització i els programes d'armament militar, va vendre tresors artístics i objectes de valor confiscats a la família Romanov i altres ciutadans després de la Revolució Russa.
Es van plantejar crítiques perquè aquests articles havien estat expropiats, però les transaccions de Post i Davies van ser reconegudes per les autoritats governamentals. Ni ella mateixa ni el seu marit van estar implicats en la confiscació original dels objectes. Moltes obres d'art de la Galeria Tretiakov i altres col·leccions van ser donades o ofertes a preus nominals a Post i Davies. També se sospitava d'haver comprat a preus avantatjosos, a les autoritats soviètiques, obres d'art expropiades de ciutadans soviètics molt després de la Revolució Russa, incloent-hi víctimes del terror stalinista].
Molts dels objectes es poden veure al Hillwood Estate, Museum &amp; Gardens, a Washington, D.C., l'antiga finca de Post que, després de la seva mort, es va convertir en un museu privat on s'exhibeix la seva col·lecció d'art francès i rus, sobretot, obres de Fabergé, porcellana de Sèvres, mobles francesos, tapissos i quadres.